# AFP-L3
AFP-L3 è una isoforma dell'alfa-fetoproteina (AFP), una proteina impiegata nella prova in triplo durante la gravidanza e per lo screening dei pazienti cronici di carcinoma epatocellulare del fegato (HCC). AFP può essere frazionato mediante elettroforesi di affinità in tre glicoforme: L1, L2, L3, l'affinità dipende dalla reattività per la lectina agglutinina (LCA). AFP-L3 si lega fortemente alla LCA tramite il residuo di α-fucosio1-6 derivante dal processo di riduzione della N-acetilglucosamina, tuttavia tale residuo contrasta l'isoforma L1, in quanto l'isoforma L1 è generalmente associata ai processi infiammatori non-HCC del cancro al fegato; L'isoforma L3 è specifica per tumori maligni e la sua presenza può servire per l'identificazione di pazienti i quali necessitano di un maggior monitoraggio per il decorso clinico del carcinoma epatocellulare, in particolare quando tali pazienti derivano da popolazioni ad alto rischio di contrarre malattie al fegato in particolare l'epatite cronica B e C e la cirrosi epatica. AFP-L3 viene considerato un marker tumorale per le popolazioni del Nord America.

## Caratteristiche
AFP-L3 viene isolato tramite test di chemioluminescenza su piattaforma automatizzata. I risultati vengono riportati sotto forma di rapporto percentuale fra LCA-reattiva AFP e AFP totale (denominata percentuale di AFP-L3 su LCA totale: %AFP-L3). Il test per la percentuale AFP-L3 viene svolto fase liquida e consente l'identificazione dei soggetti a rischio, consentendo così una valutazione preventiva per l'HCC in base alle linee guida della medicina oncologica. %AFP-L3 rappresenta lo standard per quantificare la presenza dell'isoforma L3 di AFP nel siero sanguigno dei pazienti ad alto rischio di contrarre malattie croniche al fegato. Nella pratica clinica si ritiene che %AFP-L3 (percentuale di AFP-L3 nel siero) superiore al 10% possa essere indicatore di HCC precoce o di possibile tumore alle cellule germinali .